# Nicolás Bas y Galcerán
Nicolás Bas y Galcerán (Alcira, 1653-1719) fue un jurista y aristócrata español. Fue doctor en ambos Derechos y uno de los grandes abogados de la ciudad de Valencia en el siglo XVIII. Promovió, juntamente con el canónigo Jaime Cervera, la construcción de los casalicios de San Bernardo de Alcira, y sus hermanas María y Gracia, patronos de Alcira, su ciudad natal, en un puente sobre el río Júcar, a su paso por la misma.

## Biografía
Bas y Galcerán, junto a otros autores como Mateu y Sanz, Crespí de Valdaura o Trobat, fueron representativos de un renacimiento foral y un género interesado por los derechos forales en Valencia. De hecho, está considerado el último gran jurista de la época foral.
Sostenía que las costumbres inmemoriales podían ser revocadas por el príncipe, al margen de las Cortes generales, por no poseer las  mismas un carácter fraccionado que impidan su irrevocabilidad, ya que eran normas superiores a los fueros. Los fueros, en su inicio, no fueron otra cosa que costumbres no escritas, que para evitar riesgos de que estas se perpetuasen únicamente mediante la memoria, se convirtieron, al ser transcritas, en ius scriptum.
Opositó hasta tres veces a diferentes cátedras sin éxito, pero posteriormente destacó en el ejercicio de la profesión de abogado, que le llevó a escribir su gran obra, Theatrum jurisprudentiae forensis valentinae, romanorum iuri mirifici accomodatae, en 1690, por Lorenzo Mesnier. Con fórmulas y una sistemática clara y precisa, la gran aceptación de la obra llevó a su reedición en 1742 por Joseph Estevan Dolz, después de ser derogadas las leyes forales valencianas. En dos tomos trata todo lo perteneciente al juicio sumario. Dejó terminado un tercer tomo en el que trataba el juicio ordinario y ejecutivo, pero a su muerte sus cuadernos fueron repartidos entre sus sobrinos y no llegaron a ver la luz.
Fue uno de los abogados más afamados de finales del XVII y principios del XVIII. A su bufete acudía la más alta nobleza del Reino de Valencia. Su éxito profesional y sus críticas al mundo universitario en el que no pudo ingresar, motivaron su rivalidad con otro abogado, el profesor Juan Bautista Trobat, que en una de sus obras hacía una crítica exhaustiva de la obra de Bas y Galcerán.
Murió en Alcira, en diciembre de 1719, ciudad en la que fue enterrado en la puerta de la capilla de la comunión de la Iglesia de Santa Catalina.